# Wes Bentley
Pour les articles homonymes, voir Bentley.
Wesley Cook Bentley, dit Wes Bentley, est un acteur américain né le 4 septembre 1978 à Jonesboro (Arkansas).

## Biographie
Il est le troisième enfant de Cherie et David Bentley, ministres au sein de l'Église méthodiste,. Il a deux frères aînés, Philip et Jamey, et un plus jeune, Patrick. Il a grandi à Mountain Home puis à Sherwood, deux villes de l'Arkansas, et étudié à la Sylvan Hills High School de Sherwood. Il a ensuite suivi des cours de théâtre à la Juilliard School, à New York.
Il se marie en 2001 avec l'actrice Jennifer Quanz.
Dans un article du New York Time du 8 février 2010, il raconte son addiction pour la drogue commencée juste après son succès dans American Beauty mais qu'il cacha à son épouse. Ils se séparent en 2006 et Wes déménage dans un appartement où il commence à se droguer fortement. Durant cette période, il travailla juste assez pour payer ses factures et continuer à acheter de la drogue. En 2008, il est arrêté et doit suivre une cure de désintoxication. Cependant il fait une rechute et recommence à consommer de l'héroïne. Il recommence une cure et n'a plus consommé de drogues depuis 2009. Il se considère sur la voie du rétablissement et commence à reconstruire sa carrière en jouant dans Venus in Fur dans un théâtre de Broadway.
En 2014, il est annoncé au casting de la quatrième saison de la série télévisée d'anthologie horrifique American Horror Story où il apparaitra dans un double épisode spécial Halloween. Il y incarne Edward Mordrake, un spectre doté d'une malformation physique effrayante. En mars 2015, Ryan Murphy, le créateur de la franchise, annonce que Bentley occupera un des rôles principaux, le détective John Lowe, dans la cinquième saison intitulée Hotel. L'acteur est également de retour en 2016 pour la sixième saison de l'anthologie nommée Roanoke, prêtant cette-fois ci ses traits au personnage de Dylan, acteur jouant lui-même le rôle d'Ambrose White dans une série télévisée fictive. 

## Théâtre
- 2010 : Venus in Fur

## Filmographie

### Cinéma
- 1998 : Beloved de Jonathan Demme : neveu de l'instituteur
- 1998 : Three Below Zero de Simon Aeby : Julian Fincher
- 1999 : American Beauty de Sam Mendes : Ricky Fitts
- 1999 : The White River Kid d'Arne Glimcher : White River Kid
- 2000 : Rédemption (The Claim) de Michael Winterbottom : Donald Daglish
- 2001 : Soul Survivors de Stephen Carpenter : Matt
- 2001 : Carving Out Our Name (en) de Tony Zierra : lui-même
- 2002 : Frères du désert (The Four Feathers) de Shekhar Kapur : Jack Durrance
- 2004 : Le Match de leur vie (The Game of Their Lives) de David Anspaugh  : Walter Bahr
- 2006 : Weirdsville (en) d'Allan Moyle : Royce
- 2007 : Ghost Rider de Mark Steven Johnson : Blackheart
- 2007 : The Perfect Witness (The Ungodly) de Thomas Dunn : Mickey Gravatski
- 2008 : 2e sous-sol (P2) de Franck Khalfoun : Thomas
- 2008 : The Last Word de Geoffrey Haley : Evan
- 2008 : The Tomb (en) (Ligeia) de Michael Staininger : Jonathan
- 2009 : My Big Break de Tony Zierra : lui-même
- 2009 : La Cadillac de Dolan (Dolan's Cadillac) de Jeff Beesley : Robinson
- 2010 : Jonah Hex de Jimmy Hayward : Adleman Lusk
- 2011 : Au prix du sang (There Be Dragons) de Roland Joffé : Manolo
- 2011 : After School Special (court métrage) de Jacob Chase : un homme
- 2011 : Hirokin (en) d'Alejo Mo-Sun : Hirokin
- 2012 : The Time Being de Nenad Cicin-Sain : Daniel
- 2012 : Rites of Passage de W. Peter Iliff : Benny
- 2012 : Underworld - Nouvelle ère (Underworld : Awakening) de Mans Marlind et Björn Stein : Edward Vronski
- 2012 : Hunger Games de Gary Ross : Seneca Crane
- 2012 : Hirokin de Alejo Mo-Sun : Hirokin
- 2012 : Disparue (Gone) de Heitor Dhalia : inspecteur Peter Hood
- 2013 : Lovelace de Rob Epstein et Jeffrey Friedman : Thomas
- 2013 : Pioneer d'Erik Skjoldbjærg : Mike
- 2014 : Interstellar de Christopher Nolan : Doyle
- 2014 : Things People Do de Saar Klein : Bill Scanlon
- 2014 : 3 Nights int he Desert de Gabriel Cowan : Travis
- 2014 : Sous l'aile des anges (The Better Angels) de A.J. Edwards : Mr. Crawford
- 2014 : Cesar Chavez de Diego Luna : Jerry Cohen
- 2014 : Welcome to Me de Shira Piven (en) : Gabe Ruskin
- 2014 : Illusions (Amnesiac) de Michael Polish : le mari amnésique
- 2015 : Final Girl : La Dernière proie (Final Girl) de Tyler Shields (en) : William
- 2015 : We Are Your Friends de Max Joseph : James
- 2015 : Knight of Cups de Terrence Malick : Barry
- 2016 : Dangereuse Attraction (Broken Vows) de Bram Coppens : Patrick
- 2016 : Peter et Elliott le dragon (Pete's Dragon) de David Lowery : Jack
- 2018 : Mission impossible : Fallout (Mission: impossible - Fallout) de Christopher McQuarrie : Eric
- 2019 : The Best of Enemies de Robin Bissell : Floyd Kelly

### Télévision
- 2012 : Hidden Moon (téléfilm) de José Pepe Bojórquez : Victor Brighton
- 2014-2015 : American Horror Story: Freak Show (série télévisée) : Edward Mordrake
- 2015-2016 : American Horror Story: Hotel (série télévisée) : John Lowe
- 2016 : American Horror Story: Roanoke (série télévisée) : Ambrose White (version fictive) / Dylan
- 2018-2024 : Yellowstone (série télévisée) de Taylor Sheridan : Jamie Dutton
- 2021-2022 : Blade Runner : Black Lotus (série télévisée) : Niander Wallace Jr (voix)

## Distinctions

### Récompenses
- National Board of Review Awards 1999 : Meilleur acteur dans un drame pour American Beauty (1999).
- 12e cérémonie des Chicago Film Critics Association Awards 2000 : Acteur le plus prometteur dans un drame pour American Beauty (1999).
- 2000 : Online Film & Television Association Awardsdu meilleur espoir dans un drame pour American Beauty (1999).
- 6e cérémonie des Screen Actors Guild Awards 2000 : Meilleure distribution dans un drame pour American Beauty(1999) partagé avec Annette Bening, Thora Birch, Chris Cooper, Peter Gallagher, Allison Janney, Kevin Spacey et Mena Suvari.
- 2000 : Young Hollywood Awards de la meilleure alchimie à l'écran partagé avec Thora Birch dans un drame pour American Beauty (1999).

### Nominations
- 1999 : Awards Circuit Community Awards de la meilleure distribution dans un drame pour American Beauty (1999) partagée avec Kevin Spacey, Annette Bening, Chris Cooper, Thora Birch, Mena Suvari, Peter Gallagher, Allison Janney et Scott Bakula.
- 2000 : Blockbuster Entertainment Awards du meilleur acteur dans un second rôle dans un drame pour American Beauty (1999).
- 53e cérémonie des British Academy Film Awards 2000 : Meilleur acteur dans un second rôle dans un drame pour American Beauty (1999).
- 6e cérémonie des Chlotrudis Awards 2000 : Meilleur acteur dans un second rôle dans un drame pour American Beauty (1999).
- 2000 : MTV Movie Awards de la meilleure révélation masculine dans un drame pour American Beauty (1999).
- 2000 : Online Film & Television Association Awards de la meilleure révélation masculine dans un drame pour American Beauty (1999).
- 2000 : Online Film Critics Society Awards du meilleur acteur dans un second rôle dans un drame pour American Beauty (1999).
- 2000 : Teen Choice Awards de la meilleure révélation masculine dans un drame pour American Beauty (1999).
- 2007 : Fright Meter Awards du meilleur acteur dans un thriller d'horreur pour 2e sous-sol (P2) (2007).
- 6e cérémonie des Critics' Choice Television Awards 2016 : Meilleur acteur dans une mini-série ou un téléfilm pour American Horror Story: Hotel (2011-).
- 2017 : MTV Movie Awards du meilleur vilain dans une mini-série ou un téléfilm pour American Horror Story: Hotel (2011-).
- 2021 : Online Film & Television Association Awards du meilleur acteur dans un second rôle dans une série télévisée dramatique pour Yellowstone (2018-2022).
- 28e cérémonie des Screen Actors Guild Awards 2022 : Meilleure distribution pour une série dramatique pour Yellowstone (2018-2022) partagé avec Kelsey Asbille, Ryan Bingham, Gil Birmingham, Ian Bohen, Eden Brolin, Kevin Costner, Hugh Dillon, Luke Grimes, Hassie Harrison, Cole Hauser, Jen Landon, Finn Little, Brecken Merrill, Will Patton, Piper Perabo, Kelly Reilly, Denim Richards, Taylor Sheridan, Forrie J. Smith et Jefferson White.
- 2024 : Astra Television Awards du meilleur acteur dans un second rôle dans une série télévisée dramatique pour Yellowstone (2018-2022).

## Voix françaises
En France, Damien Boisseau est la voix française régulière de Wes Bentley. Stéphane Pouplard l'a également doublé à trois reprises. 
Au Québec, Patrice Dubois est la voix québécoise régulière de l'acteur. 